# Lakshmi Stores
Lakshmi Stores é uma série de televisão indiana - Tamil de 2018 criada por Khushbu Sundar e produzida pela Sun TV. A série é estrelada por Khushbu Sundar, Sudha Chandran, Nakshathra Nagesh, Suresh e Hussain Ahmed Khan nos papéis principais. This serial telecasted on sun tv 24th December 2018 on Monday to Saturday at 9.30 pm. 

## Elenco dos Personagens

### Elenco
- Khushbu Sundar como Mahalakshmi Devaraj
- Nakshathra Nagesh como Bhagyalakshmi
- Sudha Chandran como Shakunthala Devi
- Hussain Ahmed Khan como Ravi
- Suresh como Devaraj

### Elenco estendido
- Anjali Rao como Raji
- Murali Mohan como Mahalingam
- Nanditha Jennifer /Sherin Janu como Kamala
- Delhi Kumar como Thillai
- Aravind Khathare como Senthil
- Tanisha Kuppanda como Mallika Senthil
- Delhi Ganesh como Rajendran
- Samson T Wilson como Dr. Saravanan
- Swathi Thara como Dr. Uma Saravanan
- Deepa Shankar como Ponamma
- Giridharan como Arjun
- Nisha Yazhini como Vanitha
- Sandeep como Kandhasaamy
- Vinay UJ como Rajkumar
- Shaambhavi Venkatesh como Teja
- Fouzil Hidhayah como Dhivya
- Diya Palakkal como Priya
- Pari como Meenu
- Feroz Khan como Ganeshan